# Hyperphrona bidentata
Hyperphrona bidentata är en insektsart som beskrevs av Brunner von Wattenwyl 1878. Hyperphrona bidentata ingår i släktet Hyperphrona och familjen vårtbitare. Inga underarter finns listade i Catalogue of Life.